# Doom 3: BFG Edition
 『Doom 3：BFG Edition』（ドゥームスリー ビーエフジーエディション）は、2012年にMicrosoft Windows、 PlayStation 3およびXbox 360向けに発売された『Doom 3』のリマスター版。BFGエディションは、グラフィックの向上、優れたオーディオ（より多くのホラーエフェクトを含む）、チェックポイントセーブシステムが導入されている。
また、3Dディスプレイとヘッドマウントディスプレイ （HMD）にも対応している。
本作には、Doom3の既存の拡張パック『Resurrection of Evil』に加えて、新たなシングルプレイヤー用拡張パック「The Lost Mission」が収録されている。さらに、オリジナルの『Doom』（アドオンの第4エピソード「Thy Flesh Consumed」を含むUltimate Doom版）と、それまでXbox 360で利用可能だった拡張パック「No Rest for the Living」を搭載した『Doom II』が含まれている。
本作では、フラッシュライトがアーマーに備え付けになっており、武器を持ったままライトを使用できるようになった。
本作のゲームエンジンのソースコードはGNU Geberal Public License（GPL）の下で2012年11月に公開された。
2019年7月26日、本作のPlayStation 4、Xbox One、Nintendo Switch版が発売された。

## プロット

### The Lost Mission
『Doom 3』でデーモンの待ち伏せ攻撃を受けて壊滅したブラボーチームの最後の生存者である主人公は、Exisラボでテレポーテーション実験に取り組んでいる科学者、リチャード・メイヤーズ博士（声：ポール・エイディング）から連絡を受け、彼の口から実験用テレポーテーションアレイをデーモンに奪われたことが判明する。このままでは地獄からデーモンがアレイを通じて地球まで行けてしまうため、メイヤーズ博士はプレイヤーにアレイの破壊の協力を依頼する。主人公は、Exisラボのテレポーテーションシステムの起動に必要なコンポーネントを入手し、テレポーテーションアレイを破壊するために地獄へと赴く。
その後、主人公はメイヤーズ博士によって地獄から火星まで転送される。そして、消息を絶った別のマリーンの捜索のために火星に到着した地球からの援軍が、デルタラボコンプレックスで彼を発見する。

## 評価
本作の評価は賛否両論だった。アップデートされたグラフィック、サウンドデザインおよび新コンテンツ「Lost Mission」の追加は賞賛された。批判は、BFGエディションの長いロード時間、強制的なオートセーブ、特定の武器を装備するためにプレーヤーが武器を何度も持ち変えなければならない操作スキームに向けられていた。ゲームのサスペンスに満ちたアクション志向のゲームプレイを考えるとこの機能は非常に不適当とみなされた。Doom 3の前世代機の移植版ではプレイヤーが武器をホットキーに割り当てられたため、全体的な操作性は後退したと見なされた。また、オリジナルのゲームの従来のフラッシュライトの仕組みに切り替えられないことも批判された。
ファミ通の喫茶板東は、本作に収録された『DOOM 3』本編がローカライズされている点を評価し、英語がわからないままオリジナル版『DOOM3』を遊んだ自分でも十分楽しめたと述べている。また、喫茶板東はフラッシュライトの仕様変更についても肯定的に評価している。